# Élections constituantes de 1946 dans le Nord
Les élections constituantes françaises de 1946 se tiennent le 2 juin. Ce sont les deuxièmes élections constituantes, après le rejet du projet de Constitution française du 19 avril 1946 lors du référendum du 5 mai.

## Mode de scrutin
L'assemblée constituante est composée de 586 sièges pourvus au scrutin proportionnel plurinominal suivant la règle de la plus forte moyenne dans chaque département, sans panachage ni vote préférentiel.
Dans le département du Nord, vingt-deux députés sont à élire. Les législateurs ne voulant pas que les circonscriptions dépassent les 10 sièges, le département est découpé en 3 circonscriptions :
- la première correspond à l'arrondissement de Dunkerque, elle est dotée de 4 sièges ;
- la deuxième regroupe l'arrondissement de Lille, qui élit 9 députés ;
- la troisième englobe le reste du département soit les arrondissements de Douai, Valenciennes, Cambrai et Avesnes et élit également 9 sièges.

## Élus
| Député sortant         | Parti | Parti | Député élu ou réélu | Parti | Parti |
| ---------------------- | ----- | ----- | ------------------- | ----- | ----- |
| 1re Circonscription    |       |       |                     |       |       |
| Marcel Darou           |       | SFIO  | Marcel Darou        |       | SFIO  |
| Hector Legry           |       | MRP   | Hector Legry        |       | MRP   |
| Maurice Ioos           |       | MRP   | Robert Prigent      |       | MRP   |
| Jules Houcke           |       | PRL   | Paul Reynaud        |       | PRL   |
| 2e Circonscription     |       |       |                     |       |       |
| Arthur Ramette         |       | PCF   | Arthur Ramette      |       | PCF   |
| Eugène Doyen           |       | PCF   | Eugène Doyen        |       | PCF   |
| Augustin Laurent       |       | SFIO  | Augustin Laurent    |       | SFIO  |
| Denis Cordonnier       |       | SFIO  | Denis Cordonnier    |       | SFIO  |
| Rachel Lempereur       |       | SFIO  | Rachel Lempereur    |       | SFIO  |
| Maurice Schumann       |       | MRP   | Maurice Schumann    |       | MRP   |
| Robert Prigent         |       | MRP   | Jules Duquesne      |       | MRP   |
| Robert Pouille         |       | MRP   | Jean Catrice        |       | MRP   |
| Jean Courtecuisse      |       | MRP   | Louis Christiaens   |       | PRL   |
| 3e Circonscription     |       |       |                     |       |       |
| Henri Martel           |       | PCF   | Henri Martel        |       | PCF   |
| Arthur Musmeaux        |       | PCF   | Arthur Musmeaux     |       | PCF   |
| Émilienne Galicier     |       | PCF   | Émilienne Galicier  |       | PCF   |
| Adonis Brichot         |       | PCF   | Robert Nisse        |       | PRL   |
| Eugène Thomas          |       | SFIO  | Eugène Thomas       |       | SFIO  |
| Raymond Gernez         |       | SFIO  | Raymond Gernez      |       | SFIO  |
| Madeleine Léo-Lagrange |       | SFIO  | Robert Coutant      |       | SFIO  |
| Paul Gosset            |       | MRP   | Paul Gosset         |       | MRP   |
| Émile Bocquet          |       | MRP   | Émile Bocquet       |       | MRP   |

## Résultats

### 1recirconscription (Dunkerque)
| Parti    | Parti    | Tête de liste    | Résultats | Résultats | Sièges |  |
| Parti    | Parti    | Tête de liste    | Voix      | %         |        |  |
| -------- | -------- | ---------------- | --------- | --------- | ------ |  |
|          | MRP      | Robert Prigent   | 38 857    | 32,15     | 2      |  |
|          | SFIO     | Marcel Darou     | 37 213    | 30,79     | 1      |  |
|          | PRL      | Paul Reynaud     | 25 432    | 21,04     | 1      |  |
|          | PCF      | André Pierrard   | 17 963    | 14,86     | -      |  |
|          | RGR      | Charles Leteneur | 1 909     | 1,58      | -      |  |
|          |          |                  |           |           |        |  |
| Inscrits | Inscrits | Inscrits         | 147 532   | 100,00    | 4      |  |
| Votants  | Votants  | Votants          | 122 485   | 83,02     |        |  |
| Exprimés | Exprimés | Exprimés         | 120 874   | 98,69     |        |  |

### 2ecirconscription (Lille)
| Parti    | Parti    | Tête de liste     | Résultats | Résultats | Sièges |  |
| Parti    | Parti    | Tête de liste     | Voix      | %         |        |  |
| -------- | -------- | ----------------- | --------- | --------- | ------ |  |
|          | MRP      | Maurice Schumann  | 169 212   | 36,96     | 3 1    |  |
|          | SFIO     | Augustin Laurent  | 128 900   | 28,16     | 3      |  |
|          | PCF      | Arthur Ramette    | 109 681   | 23,96     | 2      |  |
|          | PRL      | Louis Christiaens | 42 762    | 9,34      | 1 1    |  |
|          | RGR      | André Muller      | 7 246     | 1,58      | -      |  |
|          |          |                   |           |           |        |  |
| Inscrits | Inscrits | Inscrits          | 513 633   | 100,00    | 9      |  |
| Votants  | Votants  | Votants           | 463 476   | 90,24     |        |  |
| Exprimés | Exprimés | Exprimés          | 457 801   | 98,78     |        |  |

### 3ecirconscription (Douai-Valenciennes-Cambrai-Avesnes)
| Parti    | Parti    | Tête de liste  | Résultats | Résultats | Sièges |  |
| Parti    | Parti    | Tête de liste  | Voix      | %         |        |  |
| -------- | -------- | -------------- | --------- | --------- | ------ |  |
|          | PCF      | Henri Martel   | 153 590   | 34,97     | 3 1    |  |
|          | SFIO     | Eugène Thomas  | 126 770   | 28,87     | 3      |  |
|          | MRP      | Paul Gosset    | 107 795   | 24,55     | 2      |  |
|          | PRL      | Robert Nisse   | 41 040    | 9,35      | 1 1    |  |
|          | RGR      | Alfred Lacourt | 9 065     | 2,27      | -      |  |
|          |          |                |           |           |        |  |
| Inscrits | Inscrits | Inscrits       | 503 908   | 100,00    | 9      |  |
| Votants  | Votants  | Votants        | 442 945   | 87,90     |        |  |
| Exprimés | Exprimés | Exprimés       | 439 160   | 99,15     |        |  |